# Freadelpha breuningi
Freadelpha breuningi är en skalbaggsart som beskrevs av Louis Burgeon 1939. Freadelpha breuningi ingår i släktet Freadelpha och familjen långhorningar. Inga underarter finns listade i Catalogue of Life.